# Église Saint-Memmie de Bergères-lès-Vertus
L'église de Bergères-lès-Vertus se trouve être dédiée à Memmie de Châlons et est en Champagne-Ardenne.

## Présentation
L'église Saint-Memmie, date de la fin du XIIe siècle. Elle conjugue des éléments de style protogothique (chœur) et gothique flamboyant (clocher et proche). Les fonts baptismaux sont datés du XIIe ou XIVe siècle. L'autel est plus récent, remontant au XIXe siècle. Elle abrite, au niveau de son tympan ajouré, des fragments de vitrail du XVIe siècle représentant le Christ. La tour du clocher a été refaite en 1875 sur les plans de l'architecte Poisel. La partie centrale de la nef est datable du XIIe siècle avec des chapiteaux de cette époque. La guerre de cent ans ayant été fort acharnée en cette région l'abside et le transept furent donc reconstruit au XVe. La nef fut allongée au XVIe siècle, le village devenant plus peuplé. En 1550 l’église et de nouveau modifiée avec une chapelle Renaissance au bas-côté sud. En 1673 un mur est bâti dans l'église pour soutenir le clocher. La charpente de la nef date de 1764 puis fut remaniée en 1930.

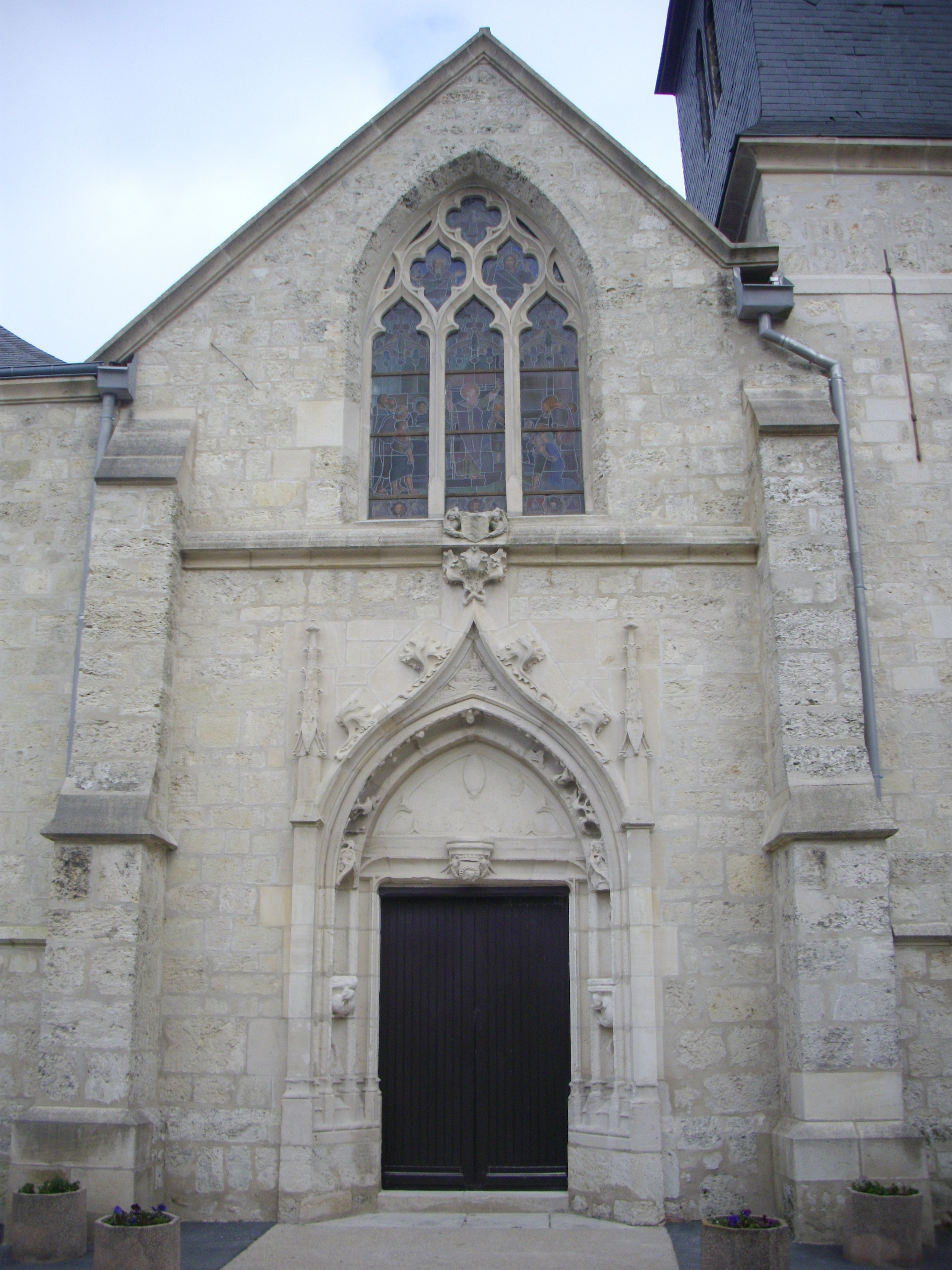
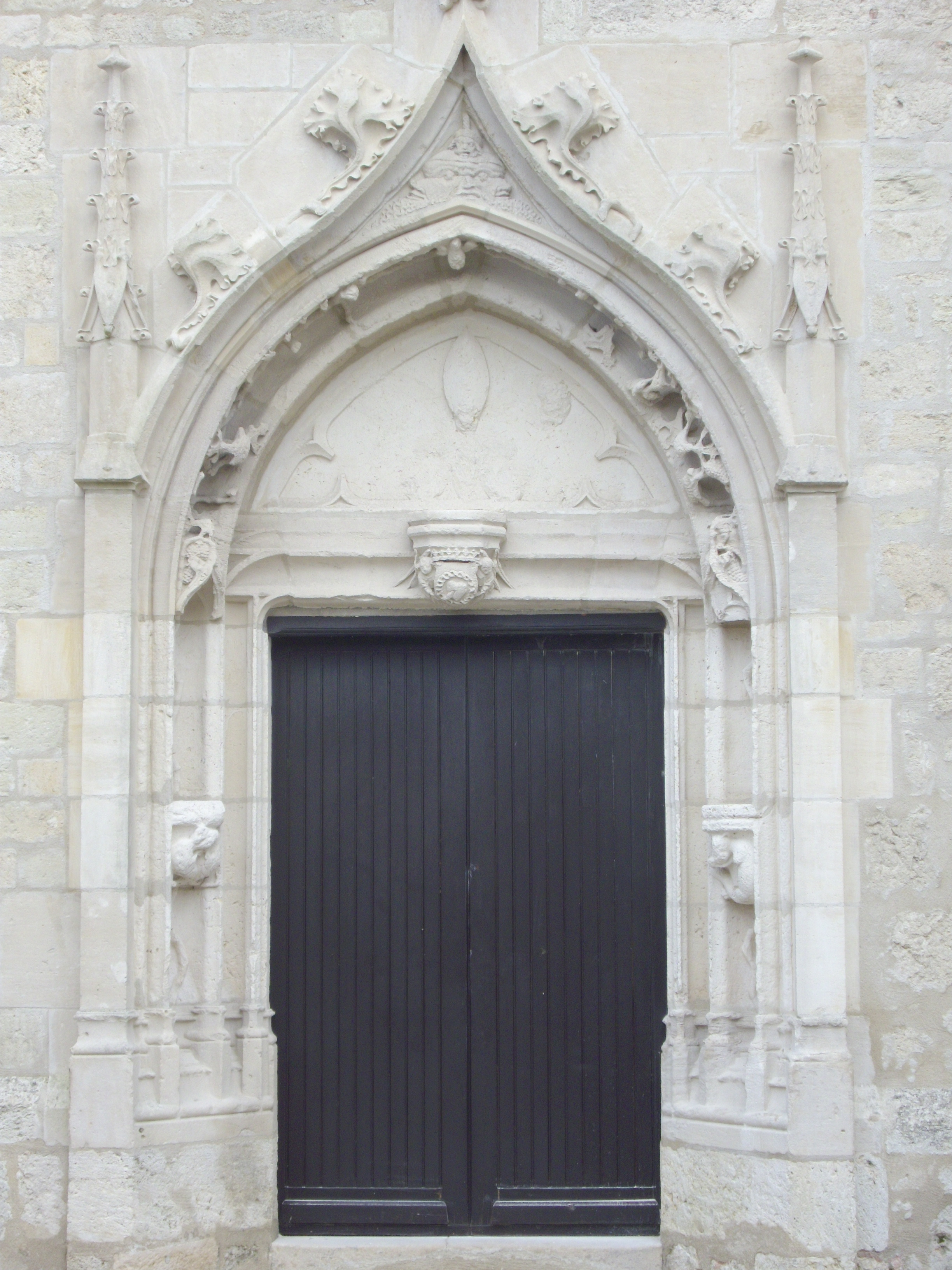
Portail gothique.

Sur la façade, le vitrail fut détruit en 1825 par une tempête, le portail en gothique flamboyant et une fleur de lys orne le tympan, le tailloir porte les armes de la ville de Vertus tenu par deux anges.
Les cloches furent bénies le 12 avril 1863 : 
- Alexandrine Adèle M. Siméon Molard curé, M. Billon maire.
- Louise Eugènie fondue par Paintandre et fils de Vitry.
- Martine Zoé : baptisée par M. Martin Prieur et Zoé Lallemend épouse Maillard, propriétaires.